# Дурой 1-й
Дуро́й 1-й (рос. Дурой 1-й) — село у складі Приаргунського округу Забайкальського краю, Росія.

## Історія
Село Дурой 2-й утворено 2013 року шляхом виділення зі складу села Дурой. 2018 року перейменовано в сучасну назву.